# Halil Roud
Le Halil Roud (persan : هلیل رود ou rivière Halil) est une rivière qui coule aux alentours de Jiroft dans la province de Kerman, dans le sud-est de l'Iran. 

## Géographie
Elle naît à 3 300 mètres d'altitude dans les Monts Hazar, à une centaine de kilomètres au nord-ouest de la ville de Jiroft. Elle se dirige globalement vers le sud-est.
Le climat de la vallée du Halil Roud est très chaud en été et tempéré en hiver. C'est un des endroits les plus chauds de l'Iran et même du monde. Il a battu le record de chaleur de 49 °C en septembre 1933. Cette vallée est particulièrement connue depuis la découverte de la Civilisation de Jiroft en l'an 2000.
Après avoir irrigué l'oasis de Jiroft, la rivière se perd dans les étendues désertiques du sud-est iranien. 
Elle est d'une longueur de 390 km.

## Hydrométrie - Les débits à Hossein Abad Jiroft
Le débit du Halil Roud a été observé pendant 20 ans (1965-1985) à Hossein Abad Jiroft, localité située aux environs de la ville de Jiroft. 
À Hossein Abad Jiroft, le débit inter-annuel moyen ou module observé sur cette période était de 12,7 m3/s pour un bassin versant de 8 420 km2. Cette surface comprend la quasi-totalité du bassin versant utile de la rivière, c'est-à-dire de la partie du bassin où se produit un écoulement digne d'être mentionné.
La lame d'eau écoulée dans cette partie du bassin, de loin la plus importante du point de vue de l'écoulement, atteint ainsi le chiffre de 47,6 millimètres par an, ce qui n'est pas négligeable dans cette région fort aride du pays.
Le régime de la rivière est de type nivo-pluvial. Le Halil Roud est une rivière très irrégulière qui présente deux saisons très marquées. Les hautes eaux sont maximales au printemps, de février à mai, avec un maximum en mars-avril, ce qui correspond à la fonte des neiges des montagnes du bassin. Les basses eaux (ou étiage) ont lieu en automne, de septembre à décembre. Le débit atteint en moyenne son minimum en novembre, avec à peine 2,37 mètres cubes par seconde. Sur toute la durée de la période d'observation des débits, le minimum mensuel absolu a éré de 0,4 m3/s (400 litres); le cours d'eau n'est cependant jamais tombé à sec.
L'amplitude des variations de débit annuel moyen est importante elle aussi. Ainsi durant l'année « sèche » 1966, le débit annuel est tombé à 1,2 m3/s, alors que durant l'année humide 1976, on a enregistré une moyenne annuelle record de pas moins 42,7 m3/s.  